# Hilda González de Duhalde

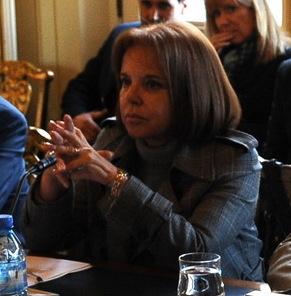
Hilda González de Duhalde

Hilda Beatriz González de Duhalde, genannt Chiche, (* 14. Oktober 1946 in Lomas de Zamora, Provinz Buenos Aires) ist eine argentinische Politikerin der Partido Justicialista. Sie studierte Lehramt und ist verheiratet mit dem peronistischen Politiker und Ex-Präsidenten Argentiniens, Eduardo Duhalde. Sie unterstützte ihren Mann in seiner politischen Karriere und übernahm Ämter in der Sozialpolitik.

## Politische Karriere
1997 wurde sie zur Abgeordneten für die Provinz Buenos Aires gewählt und konnte ihr Mandat im Jahre 2003 erneuern. Während der Präsidentschaft ihres Mannes (2. Januar 2002 bis 25. Mai 2003) übernahm sie das Sozialministerium und leitete während der argentinischen Wirtschafts- und Finanzkrise das wichtige Ernährungsprogramm der Regierung.
2005 wurde sie als offizielle Kandidatin der Partido Justicialista mit rund 25 Prozent der ausgezählten Stimmen für die Provinz Buenos Aires in den Senat gewählt. In der Wahlkampagne repräsentierte sie die Strömung der sogenannten Duhaldistas, der politischen Anhängerschaft ihres Mannes Eduardo Duhalde. Dabei kandidierte sie gegen ihre innerparteiliche Rivalin Cristina Fernández de Kirchner. Die spätere Präsidentin überflügelte Hilda González de Duhalde noch an Stimmen und erhielt ebenfalls einen Sitz im Senat. Mit Ende ihres Mandats 2011 zog sie sich aus der Politik zurück.
2019 kehrte sie nach acht Jahren ohne politisches Amt als Kandidatin für den Senat zurück. Sie tritt für die Wahlallianz Consenso Federal von Präsidentschaftskandidat Roberto Lavagna an.

## Sonstiges
González de Duhalde hat fünf Kinder.

## Veröffentlichungen
- Pobreza y Estado. Hacia un Nuevo Pacto Social. Editorial Emece, 1998
- El Nuevo Pacto Social. V Conferencia Iberoamericana sobre Familia. Unión Internacional de Organismos Familiares (U.I.O.F.), Madrid September 2000 (Vortrag)
- El Plan Vida. Editorial Temas, 2002
- De la Emergencia Social a la Economía Solidaria. Editorial Temas, 2003